# 网脉山龙眼
网脉山龙眼（学名：Helicia reticulata）为山龙眼科山龙眼属下的一个种。

## 扩展阅读
- 維基物種上的相關：网脉山龙眼